# Core 2
Core 2 — восьмое поколение микропроцессоров архитектуры x86-64 корпорации Intel, основанное на микроархитектуре Core. Это потомок микроархитектуры Intel P6, на которой, начиная с процессора Pentium Pro, построено большинство микропроцессоров Intel, исключая процессоры с архитектурой NetBurst. Введя новый бренд, от названий Pentium и Celeron Intel не отказалась, в 2007 году переведя их также на микроархитектуру Core, были доступны процессоры Pentium Dual-Core (не путать с Pentium D) и Core Celeron (400-я серия). Тогда воссоединились мобильные и настольные серии продуктов (разделившиеся на Pentium M и Pentium 4 в 2003 году). Первые процессоры Core 2 официально были представлены 27 июля 2006 года. Так же, как и их предшественники, процессоры Core, они делятся на модели Solo (одноядерные), Duo (двухъядерные), Quad (четырёхъядерные) и Extreme (двух- или четырёхъядерные с повышенной частотой и разблокированным множителем). Процессоры получили следующие кодовые названия — Conroe (двухъядерные процессоры для настольного сегмента), Merom (для портативных ПК), Kentsfield (четырёхъядерный Conroe). Хотя процессоры Woodcrest также основаны на микроархитектуре Core, они выпускались под маркой Xeon.. С декабря 2006 года все процессоры Core 2 Duo производились на пластинах диаметром 300 миллиметров на заводе Fab 12 в Аризоне, США, и на заводе Fab 24-2 в County Kildare, Ирландия.
В отличие от процессоров микроархитектуры NetBurst (Pentium 4 и Pentium D), в микроархитектуре Core ставка делалась не на повышение тактовой частоты, а на улучшение других параметров процессоров, таких как кэш, эффективность и количество ядер. Рассеиваемая мощность этих процессоров значительно ниже, чем у настольной линейки Pentium. С параметром TDP, равным 65 Вт, процессоры семейства Core 2 имели наименьшую рассеиваемую мощность из всех доступных тогда в продаже настольных микропроцессоров, в том числе на ядрах Prescott (Intel) с TDP, равным 130 Вт, и на ядрах San Diego (AMD) с TDP, равным 89 Вт.
Особенностями процессоров Core 2 являлись: поддержка архитектуры EM64T, технология поддержки виртуальных x86-машин Vanderpool, NX bit и набор инструкций SSSE3. Кроме того, впервые были реализованы следующие технологии: LaGrande Technology, усовершенствованная технология SpeedStep (EIST) и Active Management Technology (iAMT2).

## Процессорные ядра

### Conroe

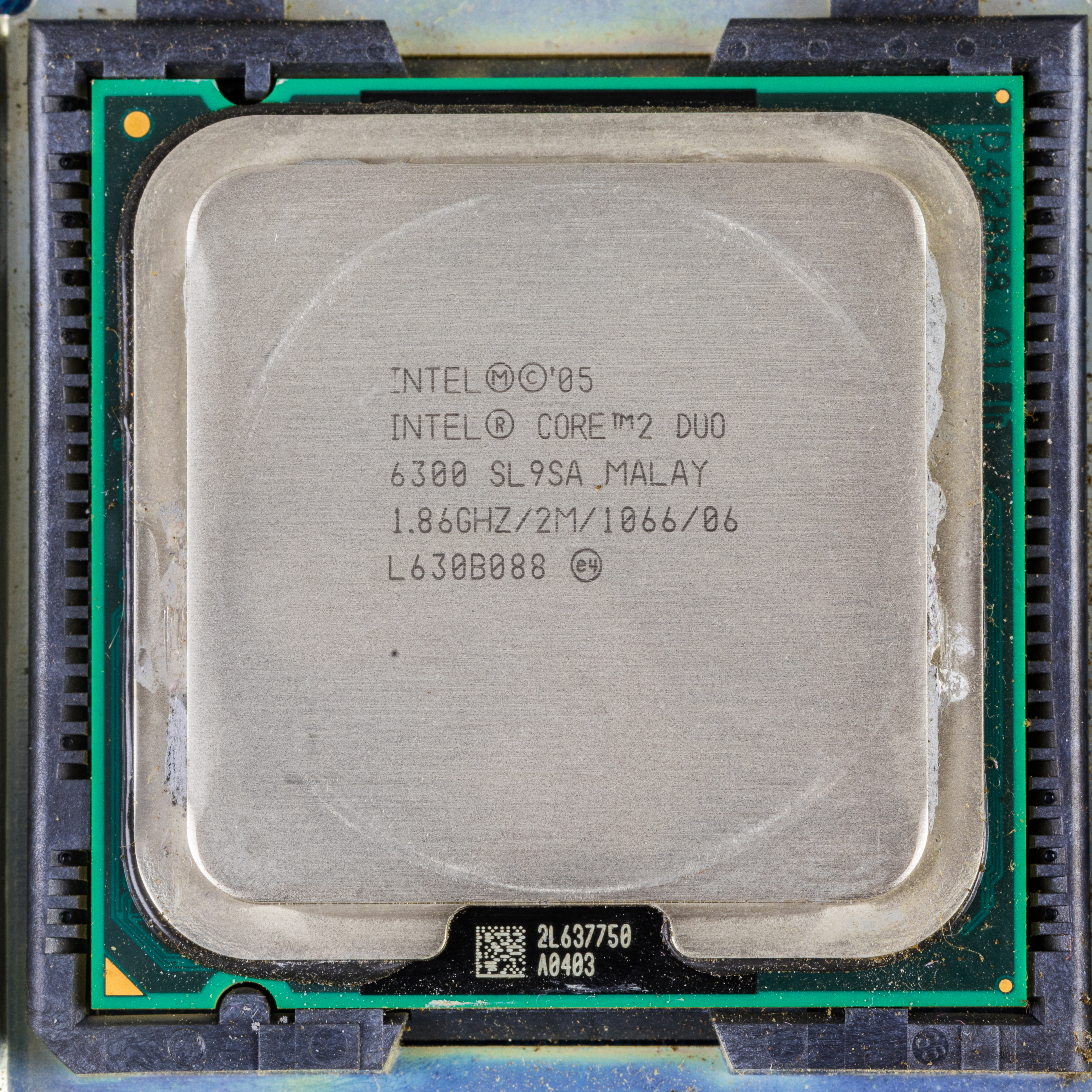
Core 2 Duo E6300 Conroe

Первые процессорные ядра Core 2 Duo с кодовыми именами Conroe и Allendale были представлены 27 июля 2006 года. Эти процессоры созданы с использованием 65-нм технологического процесса и предназначены для настольных систем, заменяя линейки Pentium 4 и Pentium D. Intel заявляла, что Conroe обеспечивает на 40 % большую производительность при меньшем на 40 % энергопотреблении по сравнению с Pentium D. Все Conroe процессоры имеют 4 Мб L2-кэша, однако, у процессоров E6300 и E6400 половина L2-кэша отключена, поэтому для использования им доступно только 2 Мб.
Младшие модели Conroe E6300 (1,86 ГГц) и E6400 (2,13 ГГц), традиционно имеют урезанный кэш второго уровня (L2) и, зачастую, являются полноценными процессорами, не прошедшими контроль качества для старших моделей.
Процессоры Conroe отличались высоким разгонным потенциалом — процессор E6300 способен достичь тактовой частоты в 3 ГГц при использовании хорошей материнской платы, поддерживающей высокие частоты системной шины. Согласно обзорам, разница в производительности между 2 Мб и 4 Мб кэша второго уровня составляет 0-9 % в основных приложениях, и 0-16 % в играх. Нередко, пользователям удавалось достичь производительности топовых моделей семейства. Однако, низкий множитель на младших процессорах требовал наличия материнской платы, поддерживающей высокие скорости системной шины.
Высокопроизводительные процессоры Conroe получили названия E6600 и E6700 Core 2 Duo, с тактовой частотой соответственно — 2,4 ГГц и 2,67 ГГц. Семейство имеет частоту системной шины 1066 МГц, 4 MB общего L2-кэша, и 65-ваттный TDP. Сравнение с топовыми процессорами AMD показывало, что процессоры от Intel показывают значительно лучшую производительность. Результаты разгонов показывали, что E6700 и E6600 стабильно работают на частоте 4 ГГц с воздушным охлаждением и 6,1 ГГц при охлаждении жидким азотом, несмотря на заблокированный множитель.
Во многом подобные результаты стали возможны благодаря настраиваемому множителю, который может принимать значения от x6 до x9. Также, использование 65-нм техпроцесса уменьшило тепловыделение процессоров, вследствие чего стал возможен разгон и без использования дорогих систем охлаждения. Однако, последние изменения над процессором E6600 (считавшийся самым популярным и приятным для разгона) могли «свести на нет» эти преимущества — процессоры последней серии с маркировкой L640 (производились в Малайзии с 1 января 2007 года) выделяют больше тепла, чем модели из предыдущих партий. Поэтому уже при частоте в 3,2 ГГц возникали трудности с обеспечением стабильной работы системы.
Процессоры E6320 (1,86 ГГц) и E6420 (2,13 ГГц) были выпущены 22 апреля 2007 года. Отличительной особенностью данных моделей является полноценный кэш L2 размером в 4 Мб.

### Conroe XE
Топовая линейка Core 2 Extreme была официально представлена 29 июля 2006 года. Однако некоторые продавцы представили данный процессор ещё 13 июля, хотя и за высокую цену. Менее мощные модели E6x00 Core 2 Duo были представлены одновременно с моделью X6800. Она построена на ядре Conroe XE и заменила такие процессоры как Pentium 4 Extreme Edition и двухъядерный Pentium Extreme Edition. Core 2 Extreme имеет тактовую частоту 2,93 ГГц и 1066 МГц FSB, хотя сначала ожидалось 3,33 ГГц и 1333 МГц, соответственно. TDP этого семейства составляет 75—80 ватт. При максимальной нагрузке X6800 не греется выше 45 °C, а с включённой технологией SpeedStep средняя температура в простое составляет 25 °C.
Так же, как настольные Core 2 Duo, он имеет 4 Мб общего кэша L2. Это значит, что главное отличие от обычных Core 2 Duo —— тактовая частота и разблокированный множитель, позволяющий симулировать любой E6x00 с 4 Мб L2-кэша. Это давало ему лучшие возможности для разгона с помощью поднятия множителя до 14×. Все предыдущие Intel Extreme Editions имели уникальные особенности, такие как, повышенная FSB, больше кэша L2 или добавленный кэш L3.
Тестирование в игровых и мультимедийных приложениях показывало, что X6800 имел на 40 % выше производительность, чем ведущие процессоры от AMD. X6800 мог быть разогнан до 3,6 ГГц с обычным боксовым кулером без повышения напряжения, до 4,1 ГГц с хорошим воздушным кулером и повышением напряжения, и выше 5,5 ГГц с помощью жидкого азота.

### Conroe-L
Intel предлагала дешевую одноядерную версию Conroe с кодовым названием Conroe-L начиная со второго квартала 2007, согласно статье на DailyTech. Позже Conroe-L не придерживались терминологии Core. Вместо этого Intel «оживила» бренды Pentium и Celeron для продуктов, основанных на Conroe-L.

### Allendale

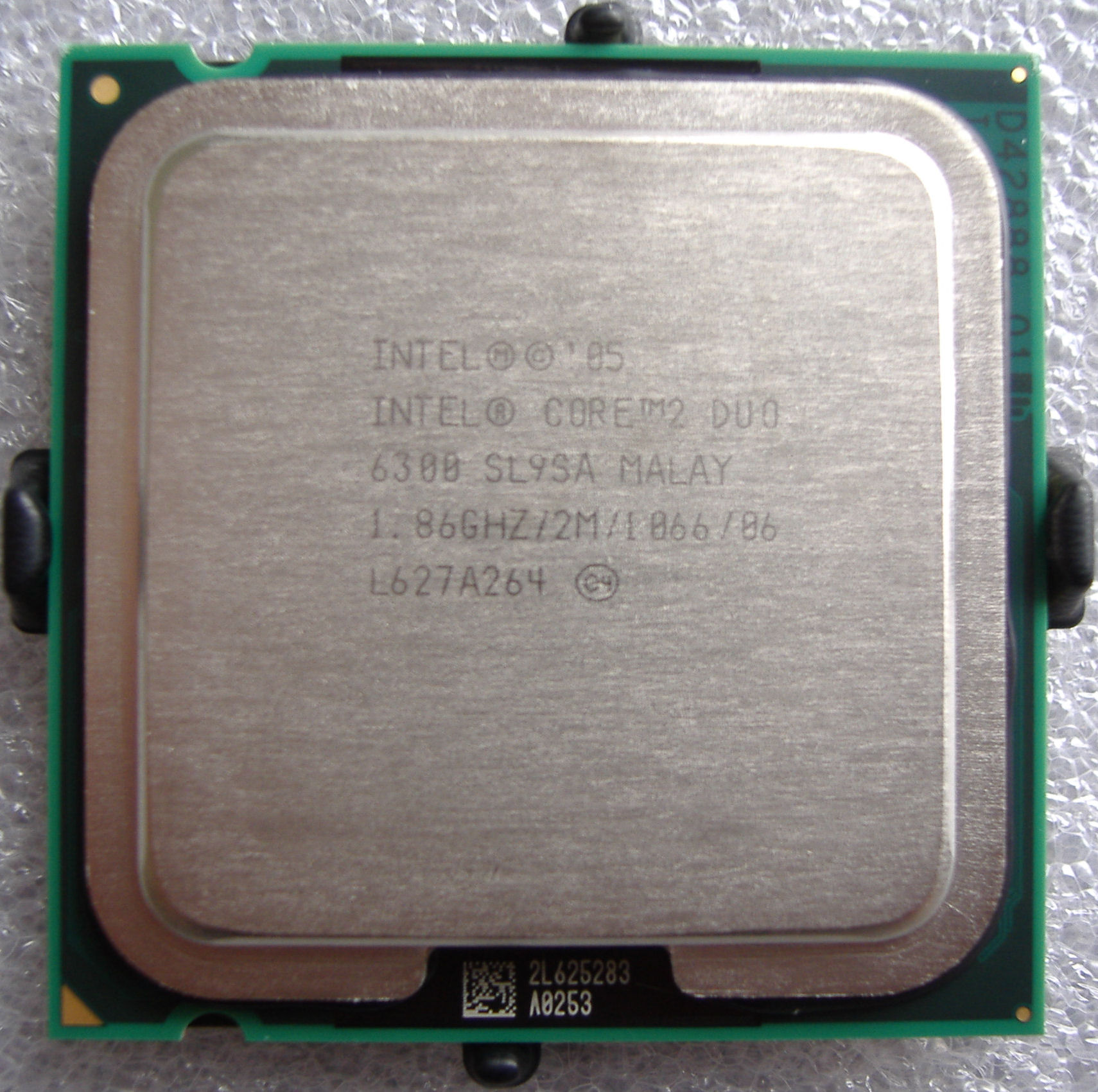
Core 2 Duo E6300 Allendale

Allendale — это кодовое имя для процессоров Conroe с урезанным до 2 Мб L2-кэшем и с 800-МГц FSB. Также семейство E4000 лишилось технологии поддержки аппаратной виртуализации Intel VT.
Были некоторые предположения считать новые процессоры E6300 и E6400 относящимися к семейству Allendale, однако, Intel утверждала, что эти процессоры продолжают называться Conroe. Подтверждение этого предположения можно обнаружить в различных частотах FSB серий E6000 (Conroe) и E4000 (Allendale) (4х266 МГц у E6000 и 4х200 МГц у E4000).
Произведённые с 21 января 2007 года Core 2 Duo E4300 несомненно основываются на ядре Allendale. Из-за уменьшения кэша L2 до 2 Мб появилась возможность производить больше процессоров на одной подложке.
Процессоры Allendale с ещё вдвое уменьшенным кэшем L2 вышли в середине мая под маркой Pentium Dual-Core (часто называется Pentium E).

### Merom
Merom — первая мобильная версия Core 2, выпущенная 27 июля 2006 года (хотя, без привлечения всеобщего внимания Merom начал поступать к производителям ПК ещё в середине июля вместе с Conroe).
Merom — премьер-линейка мобильных процессоров Intel с преимущественно теми же функциональными возможностями как у Conroe, но с большим вниманием к низкому энергопотреблению, чтобы достичь более длительной работы ноутбука на одном заряде аккумулятора. Intel заявлял, что Merom обеспечит на 20 % бо́льшую производительность при том же энергопотреблении, как у основанных на Yonah процессорах Core Duo.
Merom — первый мобильный процессор Intel, расширенный до 64-битных инструкций (EM64T).

### Kentsfield
Kentsfield — кодовое название первого четырехъядерного процессора Intel для настольных ПК под названием Core 2 (и Xeon для серверов и рабочих станций более низкого уровня), выпущенного 2 ноября 2006 года. Первоклассными Kentsfields были модели Core 2 Extreme под номером QX6xx0, в то время как основные модели под брендом Core 2 Quad были пронумерованы под номером Q6xx0. Все они имеют два 4 МБ кэша L2. Основной 65-нм Core 2 Quad Q6600 с тактовой частотой 2,4 ГГц был выпушен 8 января 2007 года по цене 851 долл. США. 22 июля 2007 года был отмечен выпуск Q6700 и Extreme QX6850 по цене 530 и 999 долларов США соответственно. И Kentsfield, и Kentsfield XE используют код продукта 80562.

### Penryn
Микроархитектура, носящая кодовое имя Penryn, дебютировала в 2007 году будучи первой микроархитектурой Intel, производившейся по 45-нм технологическому процессу, с использованием металлических затворов и диэлектриков High-k, которые впоследствии будут использованы и в микроархитектуре Nehalem. Penryn является модернизированной архитектурой Core. На основе микроархитектуры Penryn производились такие дизайны ядер, как Wolfdale и Yorkfield.

### Wolfdale

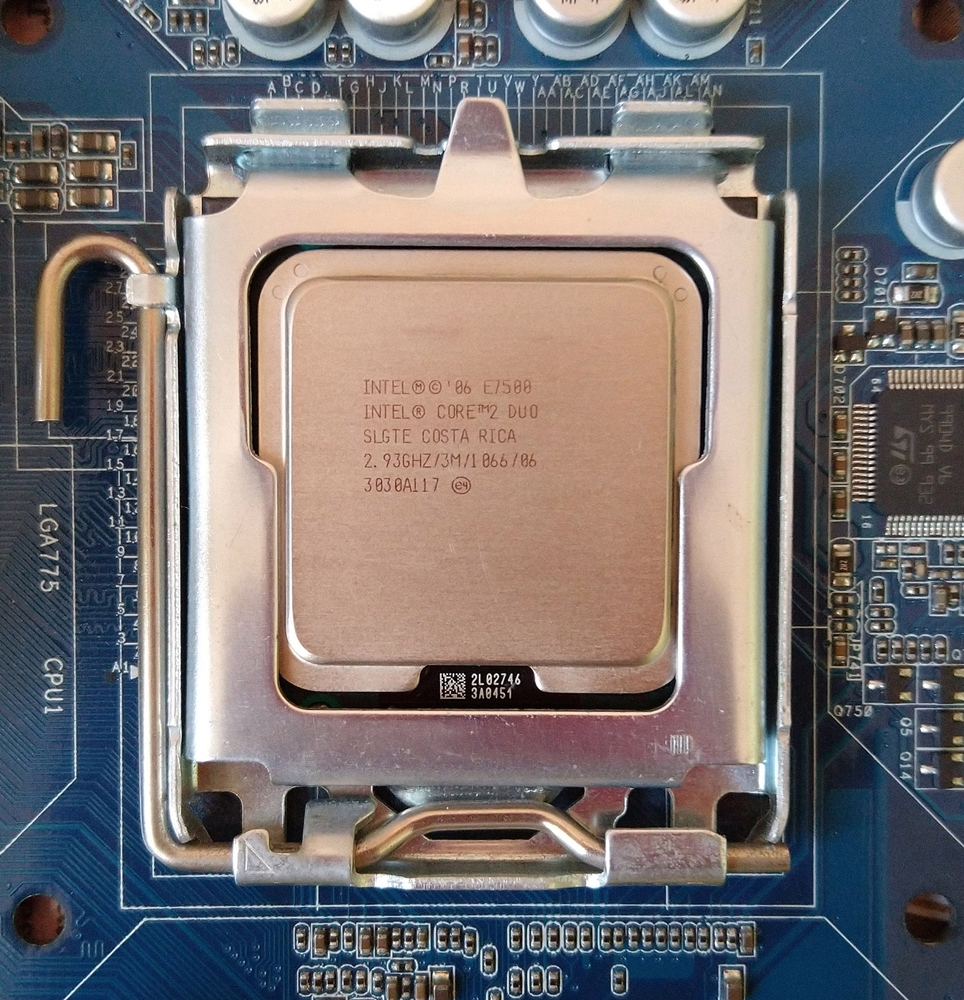
Core 2 Duo E7500 на ядре Wolfdale-3M

Wolfdale — это преемник двухъядерного процессора Conroe, созданный по 45-нанометровому процессу и основанный на микроархитектуре Penryn. Процессоры Core 2 Duo серий Е7ххх и Е8ххх основаны именно на этом дизайне ядер. Процессоры Pentium Dual-Core серий Е5ххх и Е6ххх построены на дизайне ядер Wolfdale-3М и имеют 2 Мб L2 кэша.

### Yorkfield
Yorkfield — это преемник четырёхъядерного Kentsfield. Создан по 45-нанометровому процессу и так же, как и Kentsfield, представляет по сути два размещенных в одном сокете корпуса Wolfdale (45-нанометровый потомок Conroe). Yorkfield располагает 6 или 12 МБ L2 разделённой кэш-памяти, по 3 или 6 МБ на каждую пару ядер соответственно. Скорости шины (подключение к северному мосту) — до 1333 МГц или более (1600 МГц в некоторых редакциях Extreme Edition).
Процессоры Yorkfield выпускались под именами Core 2 Quad (Q9300, Q9400, Q9450, Q9500, Q9550, Q9650) и Core 2 Extreme (QX9650, QX9770).

## Модели
| Модель | Ядра | Поток | Частота  | Кодовое имя | Кэш L2 | Шина FSB | Сокет   | Техпроцесс НМ | TDP | Год  |
| ------ | ---- | ----- | -------- | ----------- | ------ | -------- | ------- | ------------- | --- | ---- |
| E4300  | 2    | 2     | 1,8 ГГц  | Allendale   | 2 МБ   | 800      | LGA 775 | 65            | 65  | 2007 |
| E4400  | 2    | 2     | 2 ГГц    | Allendale   | 2 МБ   | 800      | LGA 775 | 65            | 65  | 2007 |
| E4500  | 2    | 2     | 2.2 ГГц  | Allendale   | 2 МБ   | 800      | LGA 775 | 65            | 65  | 2007 |
| E4600  | 2    | 2     | 2.4 ГГц  | Allendale   | 2 МБ   | 800      | LGA 775 | 65            | 65  | 2007 |
| E4700  | 2    | 2     | 2.6 ГГц  | Allendale   | 2 МБ   | 800      | LGA 775 | 65            | 65  | 2008 |
| E6300  | 2    | 2     | 1.87 ГГц | Conroe      | 2 МБ   | 1066     | LGA 775 | 65            | 65  | 2006 |
| E6305  | 2    | 2     | 1.87 ГГц | Conroe-CL   | 2 МБ   | 1066     | LGA 771 | 65            | 65  |      |
| E6320  | 2    | 2     | 1.87 ГГц | Conroe      | 4 МБ   | 1066     | LGA 775 | 65            | 65  | 2007 |
| E6400  | 2    | 2     | 2.13 ГГц | Conroe      | 2 МБ   | 1066     | LGA 775 | 65            | 65  | 2006 |
| E6405  | 2    | 2     | 2.13 ГГц | Conroe-CL   | 2 МБ   | 1066     | LGA 771 | 65            | 65  |      |
| E6420  | 2    | 2     | 2.13 ГГц | Conroe      | 4 МБ   | 1066     | LGA 775 | 65            | 65  | 2007 |
| E6540  | 2    | 2     | 2.33 ГГц | Conroe      | 4 МБ   | 1333     | LGA 775 | 65            | 65  | 2007 |
| E6550  | 2    | 2     | 2.33 ГГц | Conroe      | 4 МБ   | 1333     | LGA 775 | 65            | 65  | 2007 |
| E6600  | 2    | 2     | 2.4 ГГц  | Conroe      | 4 МБ   | 1066     | LGA 775 | 65            | 65  | 2006 |
| E6700  | 2    | 2     | 2.67 ГГц | Conroe      | 4 МБ   | 1066     | LGA 775 | 65            | 65  | 2006 |
| E6750  | 2    | 2     | 2.67 ГГц | Conroe      | 4 МБ   | 1333     | LGA 775 | 65            | 65  | 2007 |
| E6850  | 2    | 2     | 3 ГГц    | Conroe      | 4 МБ   | 1333     | LGA 775 | 65            | 65  | 2007 |
| E7200  | 2    | 2     | 2.53 ГГц | Wolfdale-3M | 3 МБ   | 1066     | LGA 775 | 45            | 65  | 2008 |
| E7300  | 2    | 2     | 2.67 ГГц | Wolfdale-3M | 3 МБ   | 1066     | LGA 775 | 45            | 65  | 2008 |
| E7400  | 2    | 2     | 2.8 ГГц  | Wolfdale-3M | 3 МБ   | 1066     | LGA 775 | 45            | 65  | 2008 |
| E7500  | 2    | 2     | 2.93 ГГц | Wolfdale-3M | 3 МБ   | 1066     | LGA 775 | 45            | 65  | 2009 |
| E7600  | 2    | 2     | 3.07 ГГц | Wolfdale-3M | 3 МБ   | 1066     | LGA 775 | 45            | 65  | 2009 |
| E8190  | 2    | 2     | 2.67 ГГц | Wolfdale    | 6 МБ   | 1333     | LGA 775 | 45            | 65  | 2008 |
| E8200  | 2    | 2     | 2.67 ГГц | Wolfdale    | 6 МБ   | 1333     | LGA 775 | 45            | 65  | 2008 |
| E8290  | 2    | 2     | 2.83 ГГц | Wolfdale    | 6 МБ   | 1333     | LGA 775 | 45            | 65  | 2008 |
| E8300  | 2    | 2     | 2.83 ГГц | Wolfdale    | 6 МБ   | 1333     | LGA 775 | 45            | 65  | 2008 |
| E8400  | 2    | 2     | 3 ГГц    | Wolfdale    | 6 МБ   | 1333     | LGA 775 | 45            | 65  | 2008 |
| E8500  | 2    | 2     | 3.17 ГГц | Wolfdale    | 6 МБ   | 1333     | LGA 775 | 45            | 65  | 2008 |
| E8600  | 2    | 2     | 3.33 ГГц | Wolfdale    | 6 МБ   | 1333     | LGA 775 | 45            | 65  | 2008 |

| Модель | Ядра | Поток | Частота  | Кодовое имя | Кэш L2 | Шина FSB | Сокет   | Техпроцесс НМ | TDP | Год  |
| ------ | ---- | ----- | -------- | ----------- | ------ | -------- | ------- | ------------- | --- | ---- |
| X6800  | 2    | 2     | 2.93 ГГц | Conroe XE   | 4 МБ   | 1066     | LGA 775 | 65            | 75  | 2006 |
| X6900  | 2    | 2     | 3.2 ГГц  | Conroe XE   | 4 МБ   | 1066     | LGA 775 | 65            | 75  |      |

## Системные требования

### Conroe, Conroe XE и Allendale
Conroe, Conroe XE и Allendale используют сокет LGA775, однако не каждая материнская плата совместима с этими процессорами. Поддерживаемые чипсеты — это Intel 945P/PL/G, 965, 955X, 975X, P/G/Q965, Q963, 946GZ/PL, G31, G33, G35, Q33, Q35, P31, P35,  X38, Q43, Q45, G41, G43, G45, P43, P45, X48; ATI Radeon Xpress 200, RD600 и RS600; NVidia nForce 4 SLI Intel Edition и nForce 570/590 Intel Edition; VIA PT880/PT880 Ultra, PT890, PM880 и PM890.
Но даже если материнская плата основана на требуемом чипсете, она может не поддерживать Conroe. Это происходит, потому что любые процессоры, основанные на Conroe, требуют более нового модуля регулировки напряжения (VRM), VRM 11, так как по сравнению с ЦП предыдущего поколения (Pentium 4/D) Conroe потребляет значительно меньше энергии. Если плата имеет и поддерживаемый чипсет, и VRM 11, необходима последняя версия BIOS для распознавания Conroe.
При приобретении комплектующих, в частности, материнских плат, необходимо убедиться в совместимости её с Core 2 Duo, возможность поддержки процессора может различаться даже в рамках одной модели плат. 